# Marlborough (Inglaterra)
Marlborough é uma vila da  Inglaterra, no Condado de Wiltshire.
Por volta de 1673, foi governada pela duquesa Sarah Churchill, casada com John Churchill. Hoje é uma vila aberta para visitações somente de pesquisadores, por seu grande valor histórico. [carece de fontes?]